# Liste der Kulturdenkmäler in Alzey-Dautenheim
In der Liste der Kulturdenkmäler in Alzey-Dautenheim sind alle Kulturdenkmäler des Stadtteils Dautenheim der rheinland-pfälzischen Kreisstadt Alzey aufgeführt. Grundlage ist die Denkmalliste des Landes Rheinland-Pfalz (Stand: 25. März 2025).

## Einzeldenkmäler
| Bezeichnung                        | Lage                                                     | Baujahr                       | Beschreibung | Bild            |
| ---------------------------------- | -------------------------------------------------------- | ----------------------------- | --- | --------------- |
| Untere Weidasser Mühle             | Brühlstraße 24/24a Lage                                  | 1880                          | Mühlengebäude: dreigeschossiger Bruchsteinbau mit Ausstattung, 1880; Sandsteinrelief, bezeichnet 1553                                           | BW              |
| Wohnhaus                           | Brunnenstraße 27 Lage                                    | 18. Jahrhundert               | barockes Mansarddachbau mit vorkragendem Fachwerkobergeschoss, 18. Jahrhundert; straßenbildprägend                                              | BW              |
| Hoftor                             | Brunnenstraße, bei Nr. 31 Lage                           | 1598                          | Hoftoranlage, Renaissancegewände bezeichnet 1598, Sturz bezeichnet 1719                                                                         | BW              |
| Evangelische Kirche                | Brunnenstraße 43/45 Lage                                 | 1787/88                       | spätbarocker Saalbau, bezeichnet 1787 (Grundstein) und 1788; mit bauzeitlicher Ausstattung                                                      | BW              |
| Alte Bürgermeisterei mit Feuerwehr | Weidasser Straße 12 Lage                                 | 1929                          | Putzbau mit verbrettertem Obergeschoss, Schlauchturm mit Walmdach, 1929                                                                         | BW              |
| Kriegerdenkmal                     | nordöstlich des Ortes an der L 409 auf dem Friedhof Lage | erste Hälfte der 1920er Jahre | Kriegerdenkmal 1914/18, reliefierte Stele unter Baldachin, erste Hälfte der 1920er Jahre                                                        | Fotos hochladen |
| Wasserbehälter                     | östlich des Ortes; Flur In den Böllen Lage               | 1926                          | Wasserwerk Dautenheim; Bossenquader-Typenbau, bezeichnet 1926                                                                                   | BW              |
| Menhir                             | südöstlich des Ortes; Flur Am Hinkelstein Lage           |                               | Menhir, Kalkstein | BW              |
| Inschriftensteine                  | südwestlich des Ortes (an Mühlstraße 40) Lage            | 1744 und 1772                 | zwei Inschriftensteine der ehemaligen Oberen Weidasser Mühle: ehemaliger Scheitelstein, bezeichnet 1744; Eckquader mit Mühlrad, bezeichnet 1772 | BW              |

## Ehemalige Kulturdenkmäler
| Bezeichnung | Lage                  | Baujahr | Beschreibung                                                                            | Bild |
| ----------- | --------------------- | ------- | --------------------------------------------------------------------------------------- | ---- |
| Wohnhaus    | Brunnenstraße 29 Lage | um 1800 | stattliches Fachwerkhaus, um 1800, Toranlage bezeichnet 1806; aus Denkmalliste gelöscht | BW   |